# Дан (Немачка)
Дан (њем. Dahn) град је у њемачкој савезној држави Рајна-Палатинат. Једно је од 84 општинска средишта округа Југозападни Палатинат. Према процјени из 2010. у граду је живјело 4.573 становника. Посједује регионалну шифру (AGS) 7340004, NUTS (DEB3K) и LOCODE (DE DHN) код.

## Географски и демографски подаци
Дан се налази у савезној држави Рајна-Палатинат у округу Југозападни Палатинат. Град се налази на надморској висини од 210 метара. Површина општине износи 40,8 km². У самом граду је, према процјени из 2010. године, живјело 4.573 становника. Просјечна густина становништва износи 112 становника/km².